# Vágómadárfélék

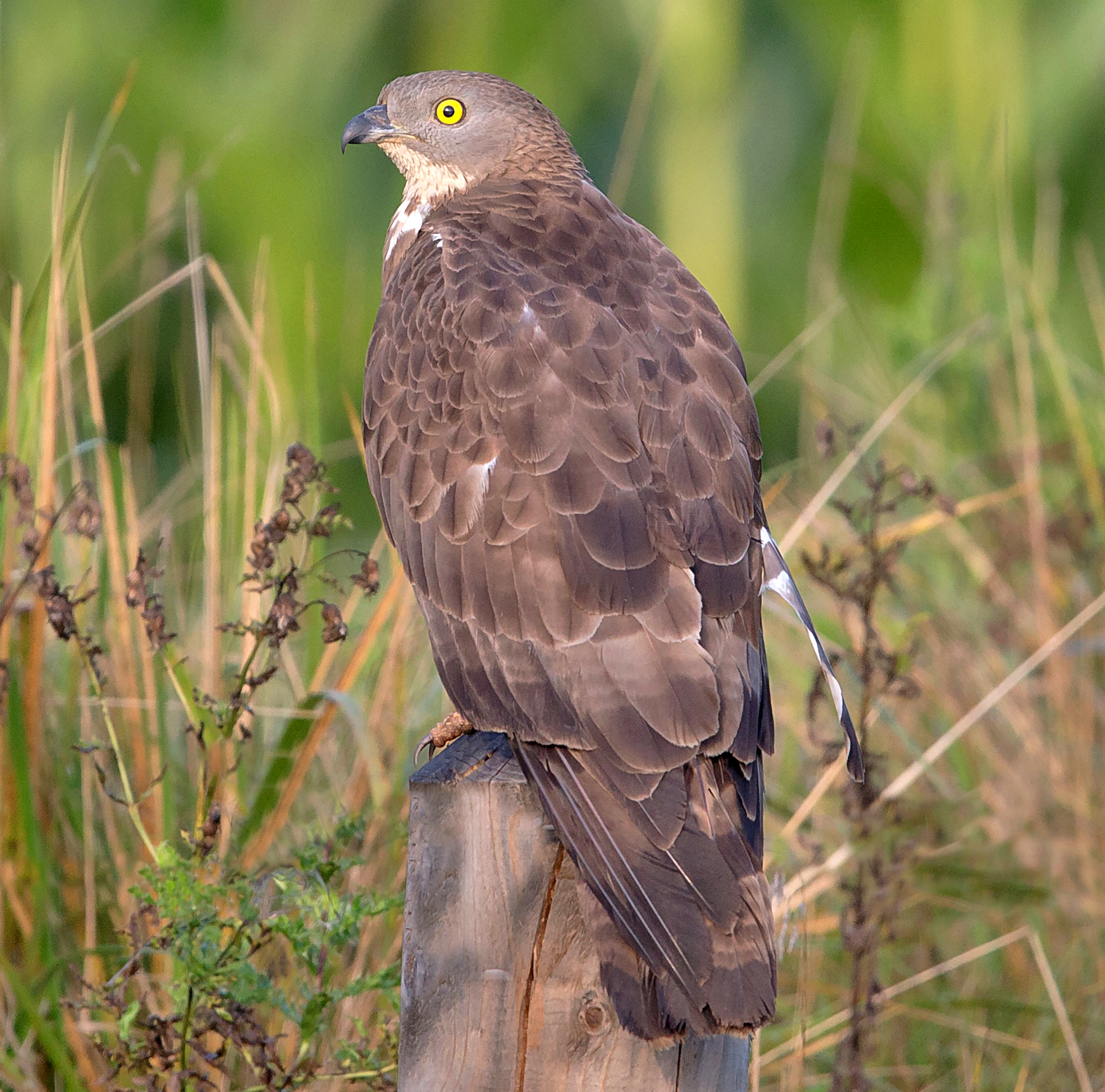
Darázsölyv (Pernis apivorus)

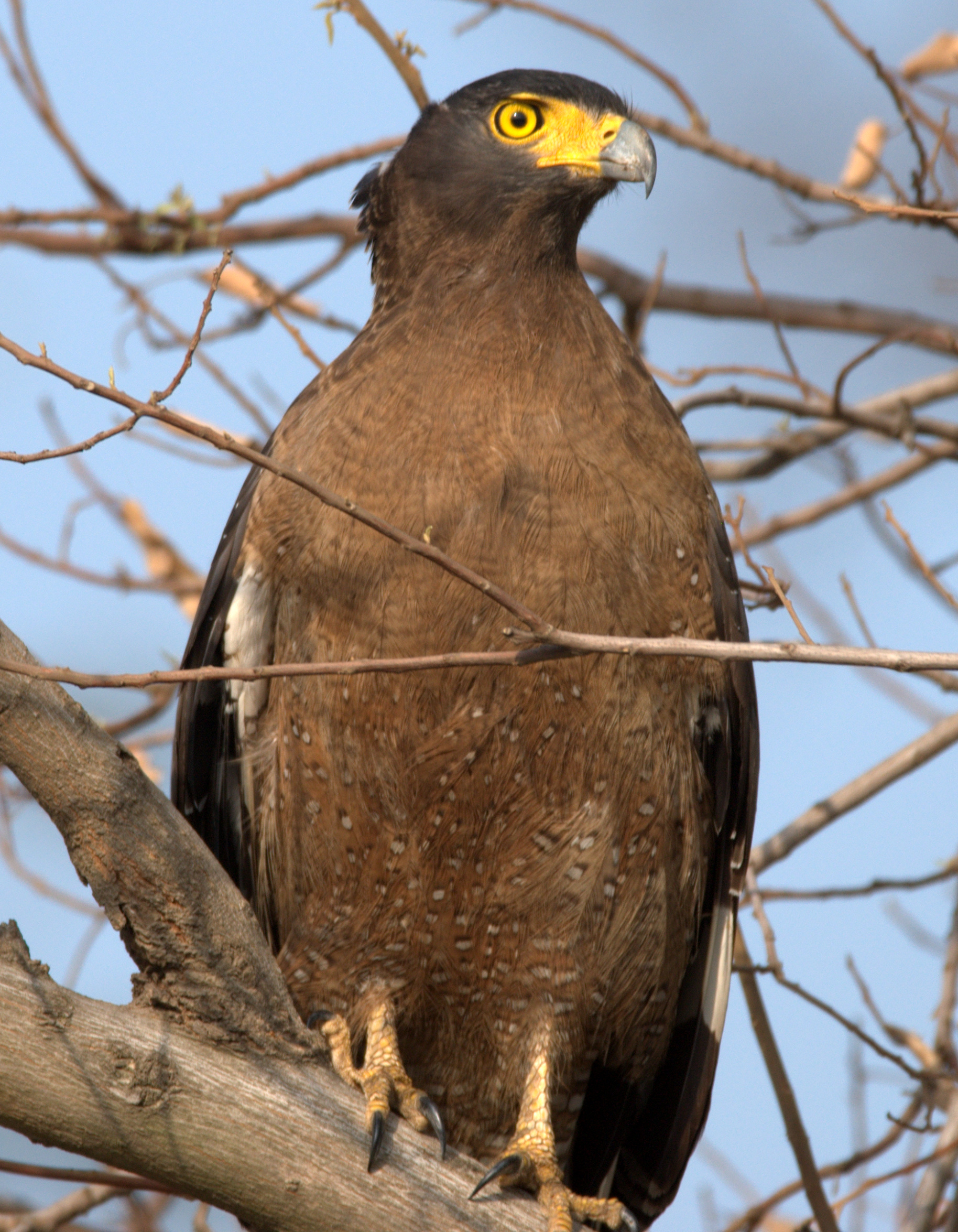
kontyos kígyászsas (Spiloronis cheela)

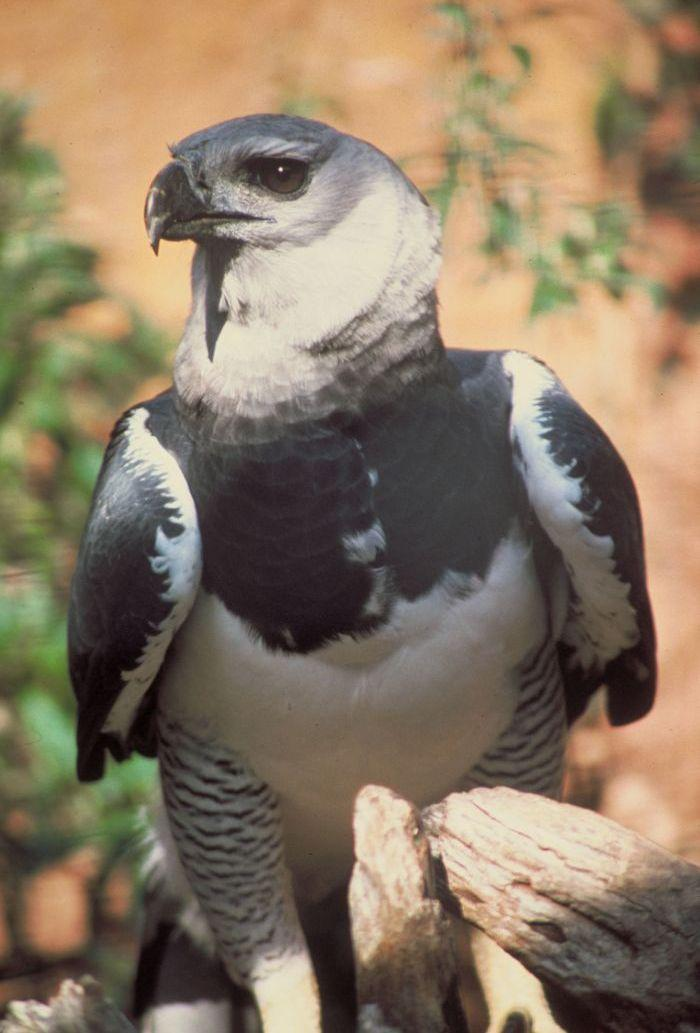
hárpia (Harpia harpyja)

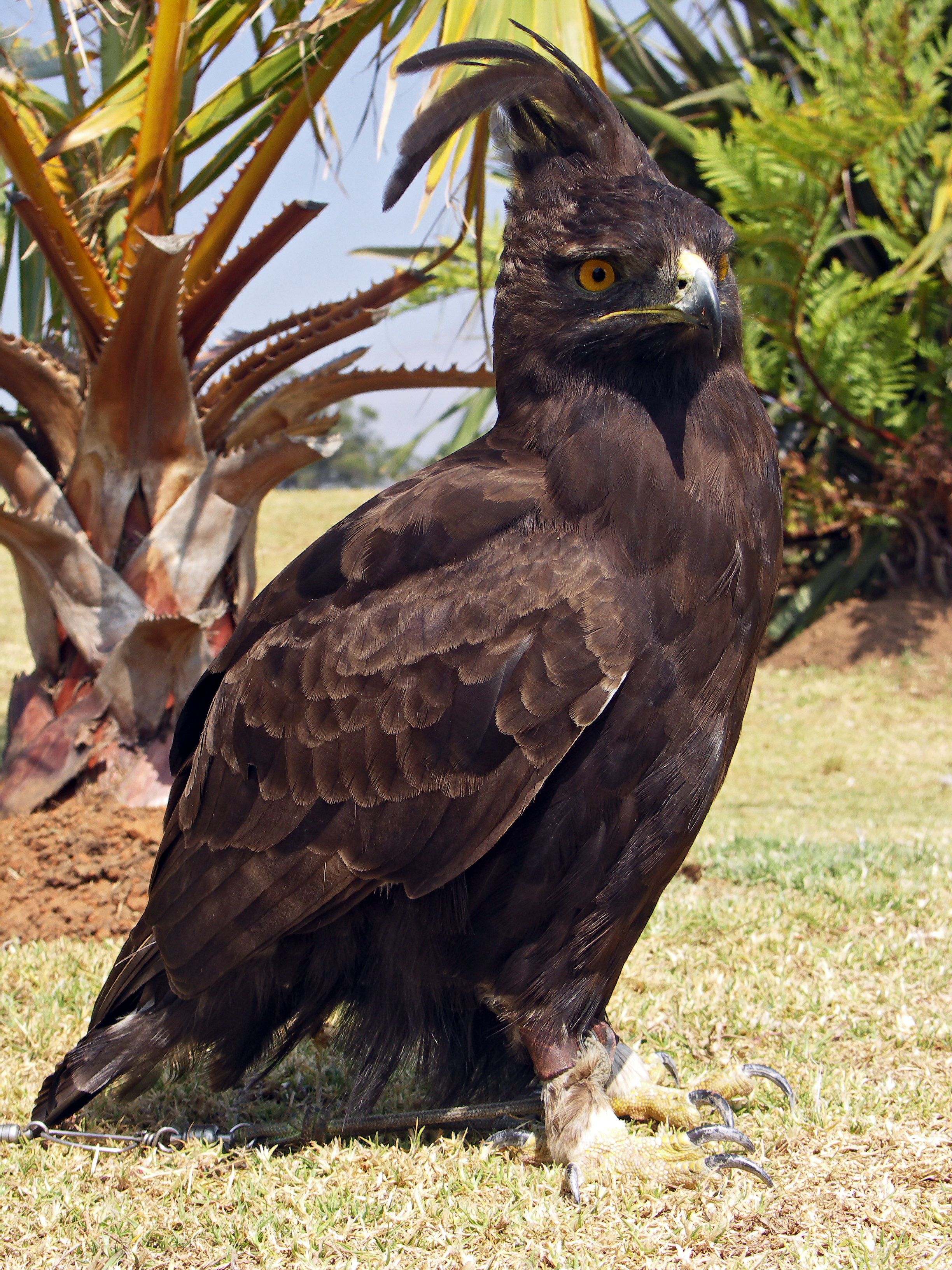
bokrétás sas (Lophaetus_occipitalis)

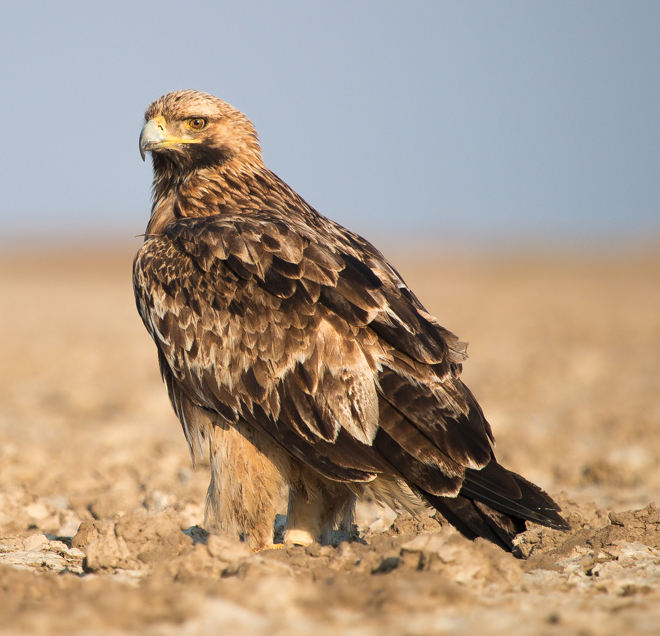
parlagi sas (Aquila heliaca)

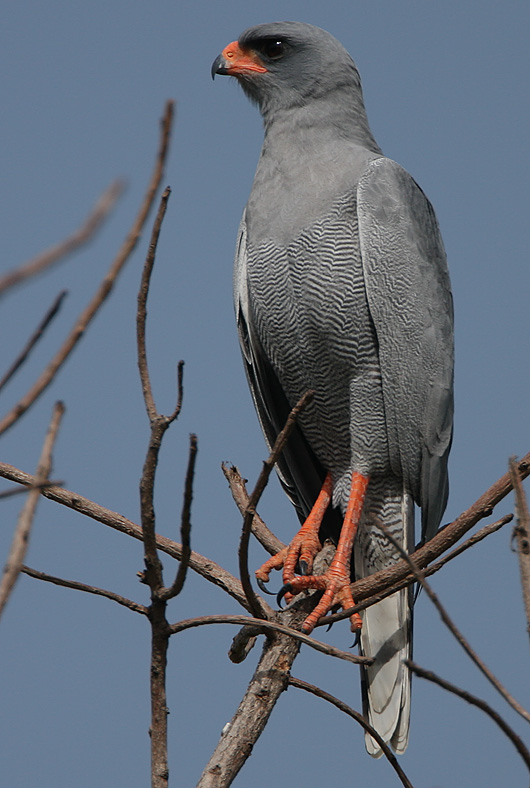
piroslábú éneklőhéja (Melierax metabates)

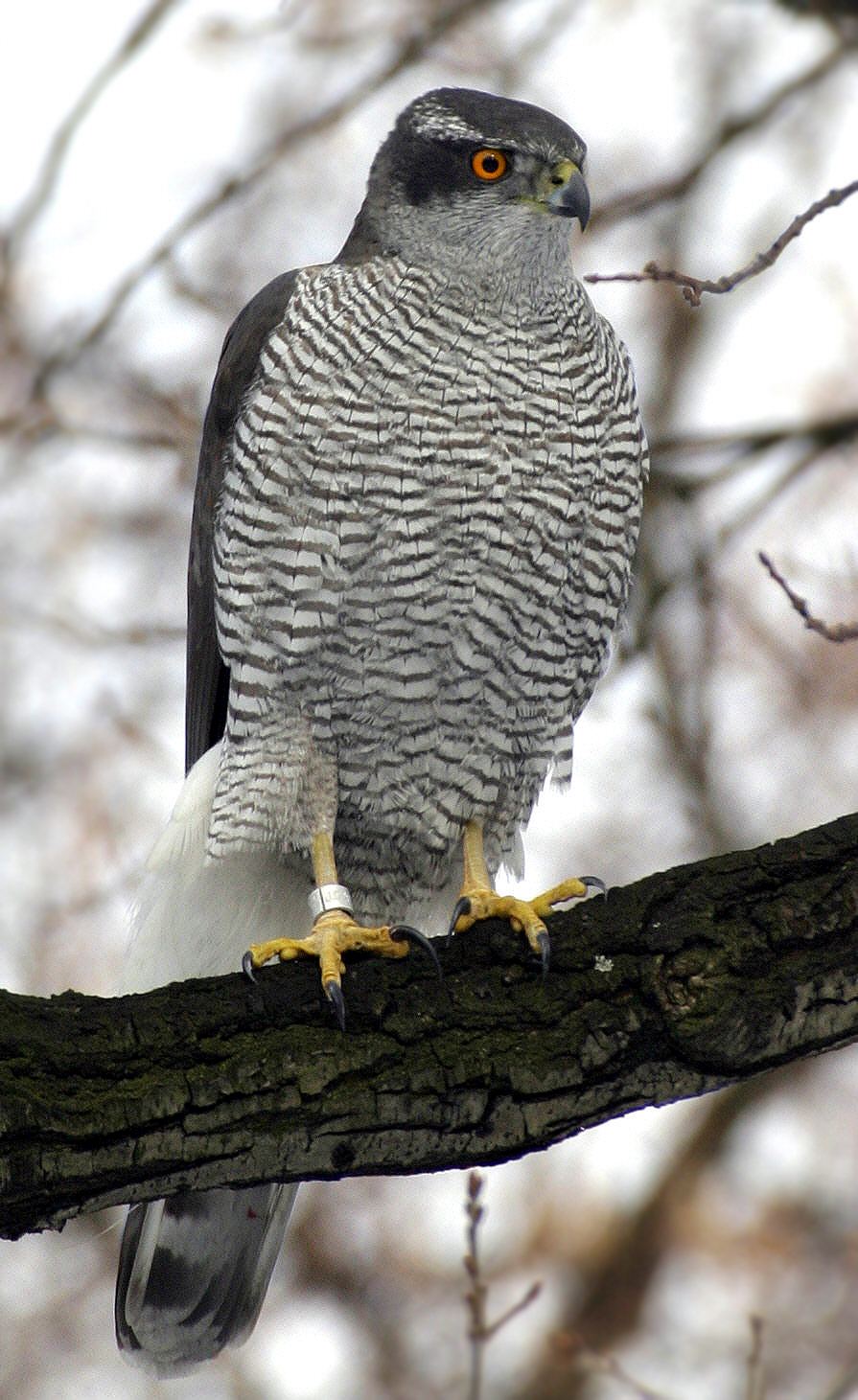
héja (Accipiter gentilis)

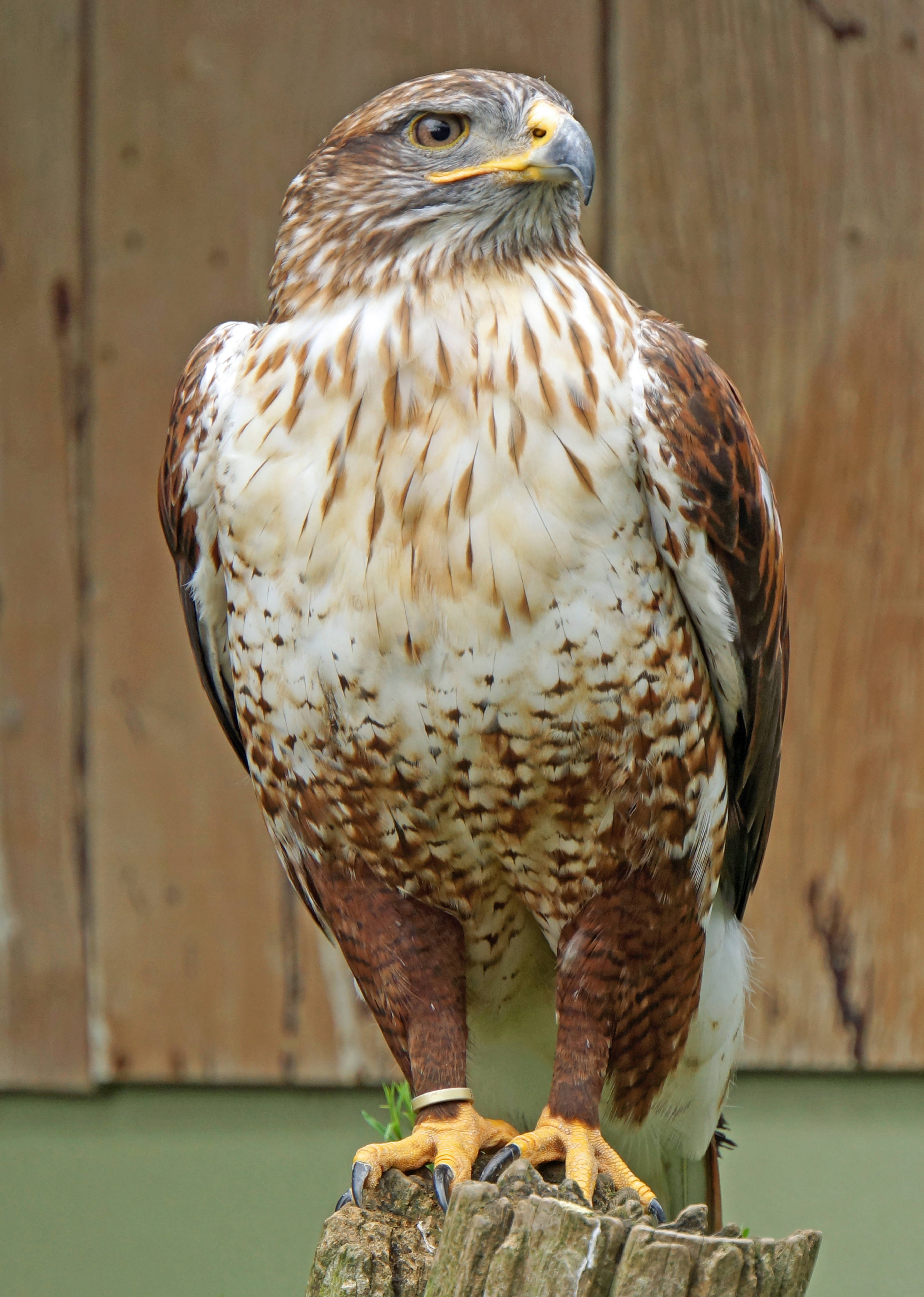
királyölyv (Buteo regalis)

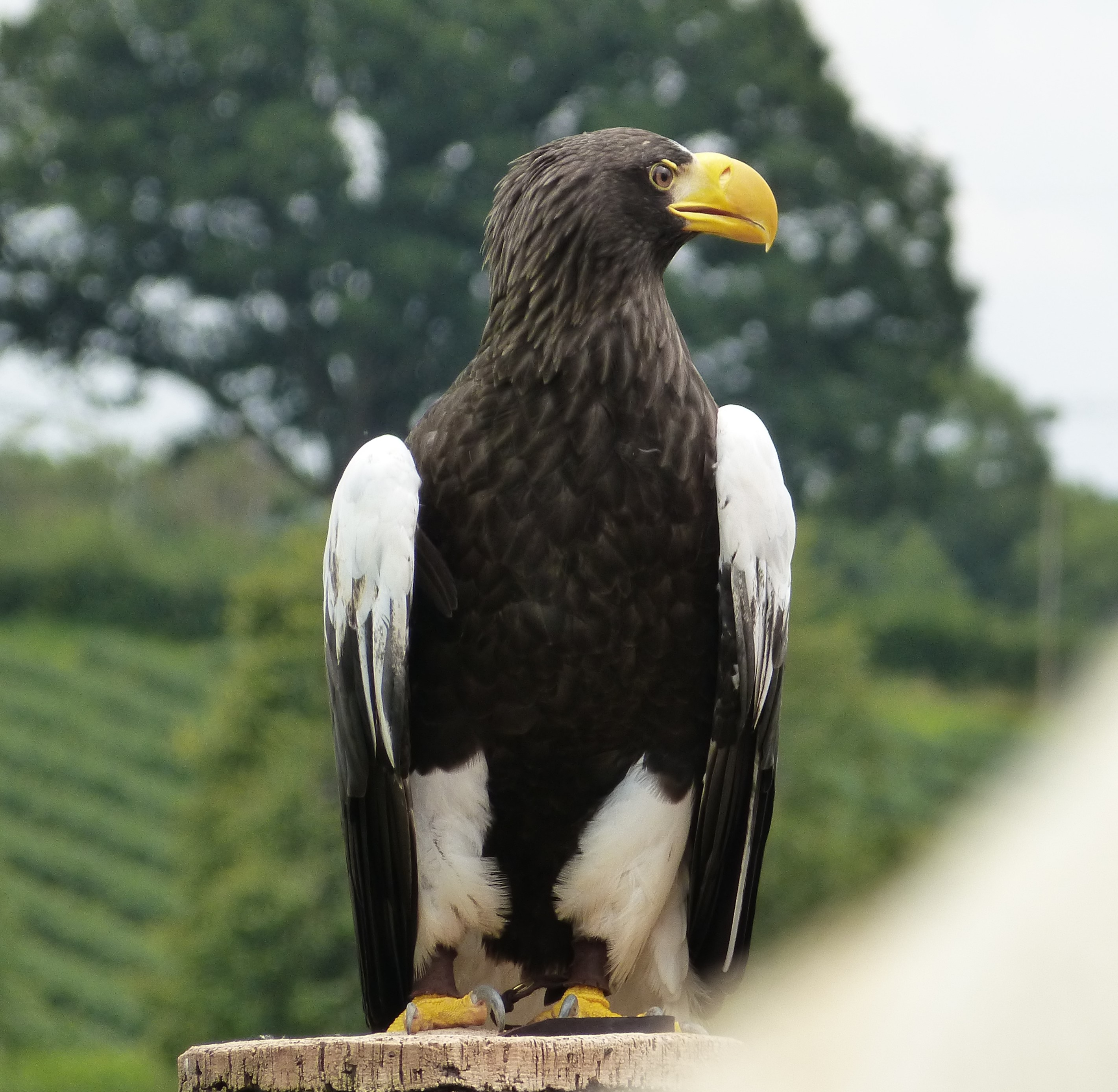
óriásrétisas (Haliaeetus pelagicus)

A vágómadárfélék (Accipitridae) a madarak osztályának vágómadár-alakúak (Accipitriformes) rendjébe tartozó család.

## Rendszerezés
A vágómadárfélék családjába sorolt fajok alcsaládi rendszere nem teljesen egyértelmű minden rendszerben. A különböző felfogások szerint a nemeket és fajokat több illetve kevesebb alcsaládba szokás sorolni.
A korábbi rendszerekben elsősorban morfológiai alapon kerültek osztályozásra a fajok.
Az utóbbi években lezajlott DNS-szintézisen alapuló vizsgálatok tisztázták a legtöbb csoport helyét. 
Ezen vizsgálatok alapján derült ki, hogy elsősorban az ölyvformák (Buteoninae) alcsaládja nem tartható fenn a klasszikus rendszertani szerinti formában, mivel úgy polifiletikus csoport. Ezért ezen alcsaládot további apróbb egységekre bontották szét. A morfológiailag és élettanilag viszonylag egységesnek tűnő óvilági keselyűformák (Aegypiinae) alcsaládját is két felé osztották. A rétihéjaformák közül leválasztásra kerültek az odúhéják, míg a valódi héják közül az énekes héják kerültek önálló alcsaládba. 
A többi klasszikus értelemben vett alcsalád maradt továbbra is a helyén.
Néhány faj azonban a vizsgálatok hatására átkerült másik alcsaládba, mint például a majomevő sas a kígyászölyvformák közé, az odúölyvről kiderült, hogy az ölyvek rokona, míg a madagaszkári kígyászhéja átkerült az újonnan létrehozott saskeselyűformák alcsaládjába.
A családhoz az alábbi alcsaládok és nemek tartoznak.

### Kuhiformák
A kuhiformák (Elaninae) alcsaládjába 4 nem tartozik:
- Gampsonyx  – 1 faj
- Chelictinia – 1 faj
- Elanus – 4 faj

### Saskeselyűformák
A saskeselyűformák (Gypaetinae) alcsaládjába 3 nem tartozik:
- Gypaetus – 1 faj
- Gypohierax – 1 faj
- Neophron – 1 faj

### Odúhéjaformák
Az odúhéjaformák (Polyboroinae) alcsaládjába 1 nem tartozik:
- Polyboroides – 2 faj

### Darázsölyvformák
A darázsölyvformák (Perninae) alcsaládjába 9 nem tartozik:
- Eutriorchis – 1 faj
- Chondrohierax – 2 faj
- Leptodon – 2 faj
- Elanoides  – 1 faj
- Pernis – 4 faj
- Aviceda – 5 faj
- Hamirostra – 1 faj
- Lophoictinia – 1 faj
- Henicopernis  – 2 faj

### Kígyászölyvformák
A kígyászölyvformák (Circaetinae) alcsaládjába 5 nem tartozik:
- Spilornis – 7 faj
- Pithecophaga  – 1 faj
- Terathopius – 1 faj
- Circaetus - 6 faj
- Dryotriorchis – 1 faj

### Óvilági keselyűformák
Az óvilági keselyűformák (Gypinae)   alcsaládjába 6 nem tartozik:
- Sarcogyps – 1 faj
- Trigonoceps – 1 faj
- Aegypius – 1 faj
- Torgos – 1 faj
- Necrosyrtes – 1 faj
- Gyps  – 8 faj

### Hárpiaformák
A hárpiaformák (Harpiinae) alcsaládjába 4 nem tartozik:
- Macheiramphus – 1 faj
- Harpyopsis – 1 faj
- Harpia – 1 faj
- Morphnus – 1 faj

### Sasformák
A sasformák (Aquilinae) alcsaládjába 11 nem tartozik:
- Stephanoaetus – 1 élő és 1 régen kihalt faj
- Nisaetus – 10 faj
- Spizaetus – 3 faj
- Lophotriorchis – 1 faj
- Polemaetus – 1 faj
- Lophaetus  – 1 faj
- Ictinaetus – 1 faj
- Clanga – 3 faj
- Hieraaetus  – 5 faj
- Aquila – 11 faj
- Harpagornis – 1 kihalt faj

### Fogaskányaformák
A fogaskányaformák (Harpaginae) alcsaládjába 3 nem tartozik:
- Hieraspiza - 1 faj
- Kaupifalco – 1 faj
- Harpagus - 2 faj

### Éneklőhéjaformák
Az éneklőhéjaformák (Melieraxinae) alcsaládjába 3 nem tartozik:
- Melierax – 3 faj
- Micronisus  – 1 faj
- Urotriorchis  – 1 faj

### Héjaformák
A héjaformák (Accipitrinae) alcsaládjába 6 nem tartozik:
- Erythrotriorchis – 2 faj
- Aerospiza – 3 faj
- Tachyspiza – 28 faj
- Accipiter – 9 faj
- Megatriorchis  – 1 faj
- Astur - 8 faj

### Rétihéjaformák
A rétihéjaformák (Circinae) alcsaládjába 1 nem tartozik:
- Circus – 16 faj

### Ölyvformák
Az ölyvformák (Buteoninae) alcsaládjába 10 nem tartozik:
- Butastur – 4 faj
- Ictinia – 2 faj
- Busarellus – 1 faj
- Rostrhamus –  1 faj
- Helicolestes  –  1 faj
- Geranospiza – 1 faj
- Cryptoleucopteryx - 1 faj
- Buteogallus – 8 faj
- Harpyhaliaetus – 2 faj
- Morphnarchus - 1 faj
- Rupornis - 1 faj
- Parabuteo - 2 faj
- Geranoaetus – 4 faj
- Pseudastur - 3 faj
- Leucopternis  – 3 faj
- Buteo – 27 faj
- Asturina – 2 faj
- Bermuteo - 1 faj, kihalt a 15. században

### Rétisasformák
A rétisasformák (Haliaeetinae) alcsaládjába 2 nem tartozik:
- Haliaeetus – 8 faj
- Ichthyophaga  – 2 faj

### Kányaformák
A kányaformák (Milvinae) alcsaládjába 2 nem tartozik:
- Haliastur - 2 faj
- Milvus – 3 faj

## Képek

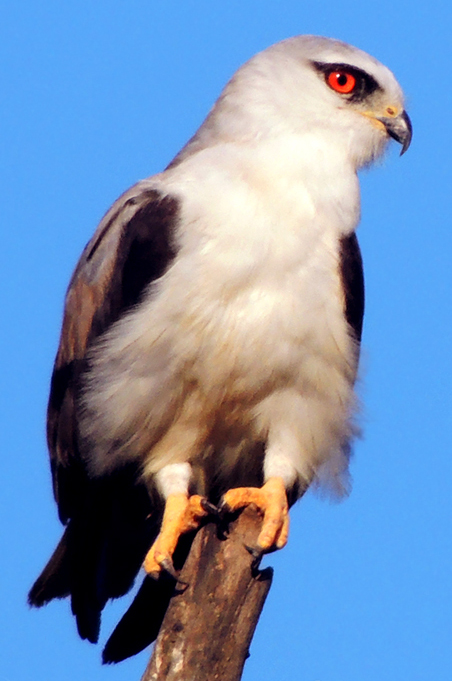
feketeszárnyú kuhi (Elanus caeruleus)
szakállas saskeselyű (Gypaetus barbatus)
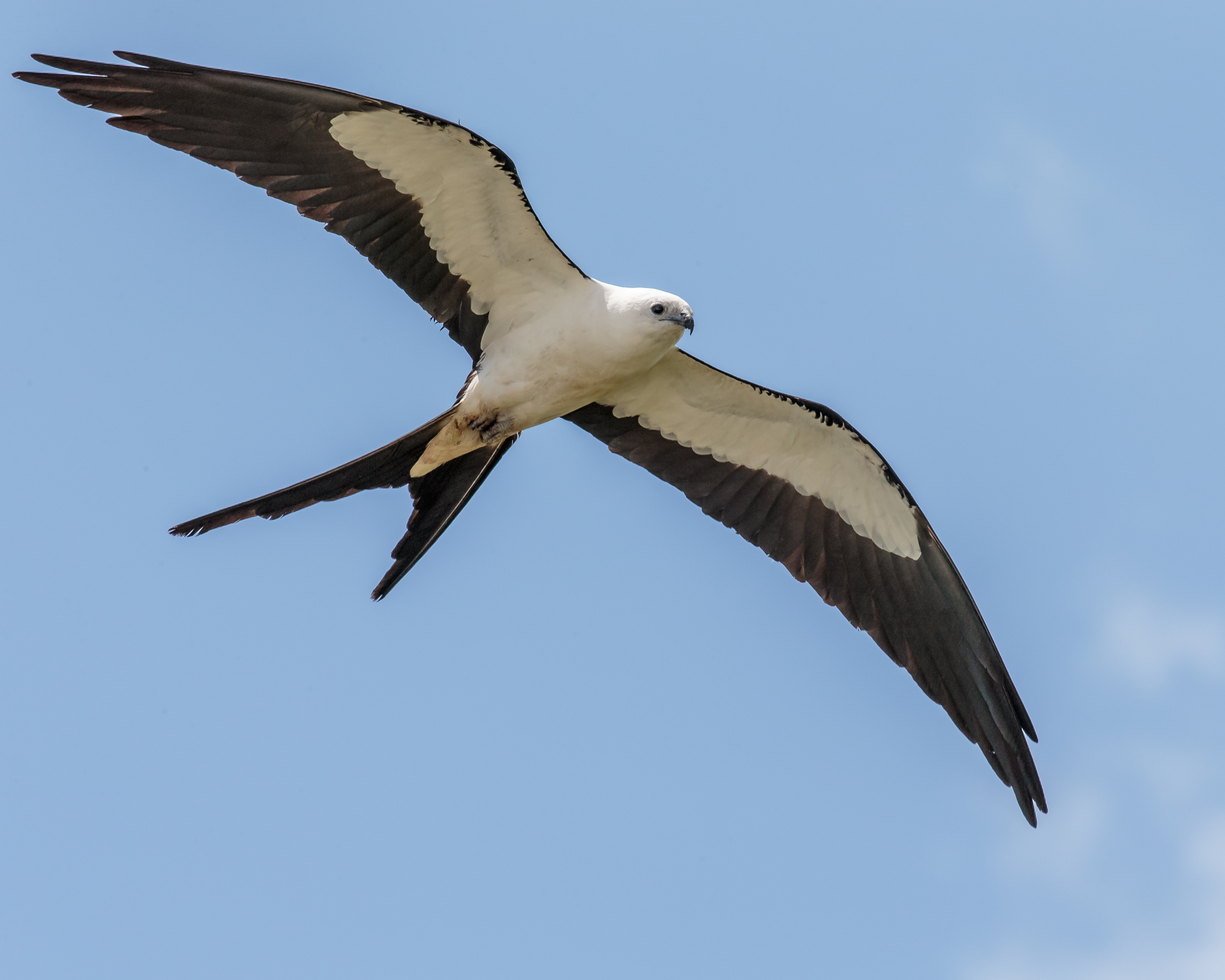
fecskefarkú kánya (Elanoides forficatus)
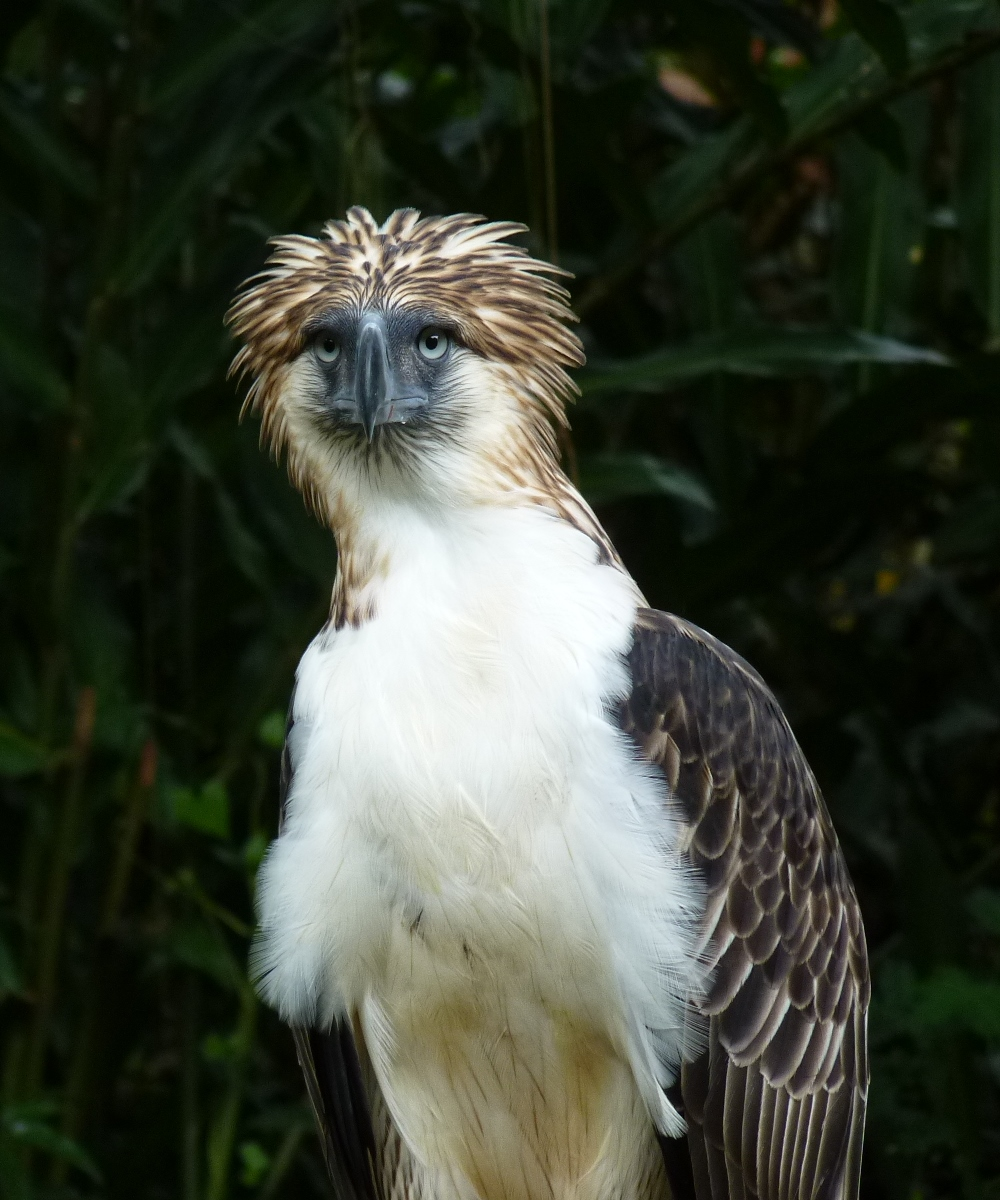
majomevő sas (Pithecophaga jefferyi)
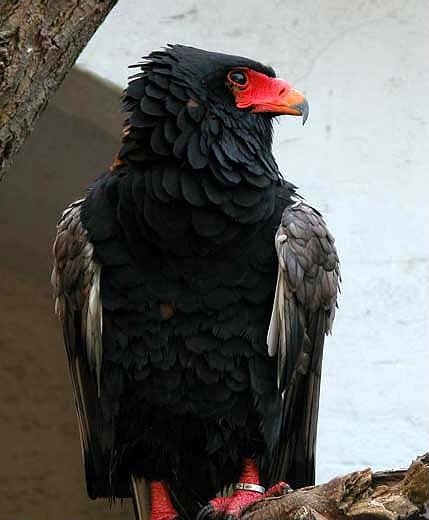
bukázósas (Terathopius ecaudatus)
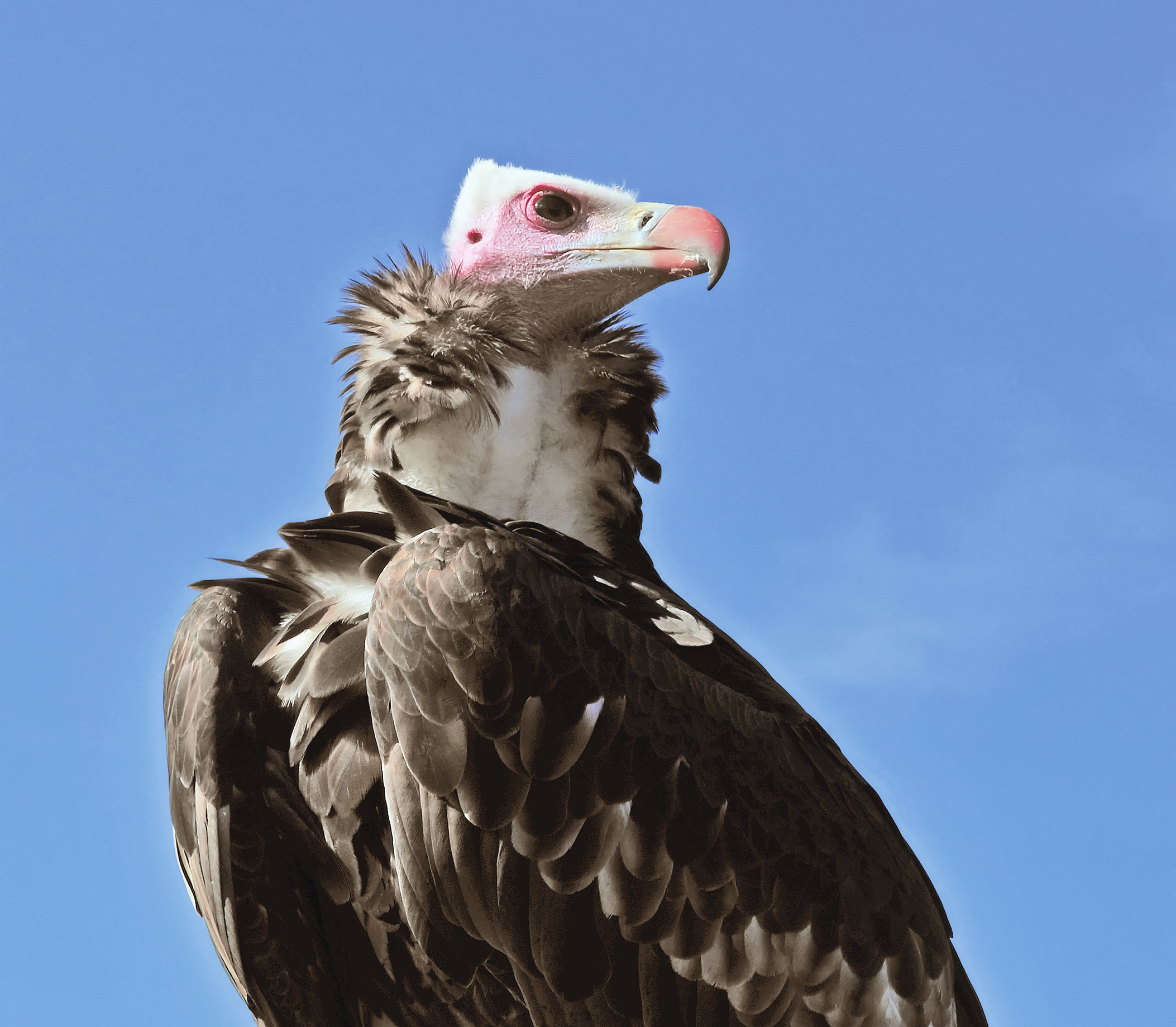
gyapjasfejű keselyű (Trigonoceps occipitalis)
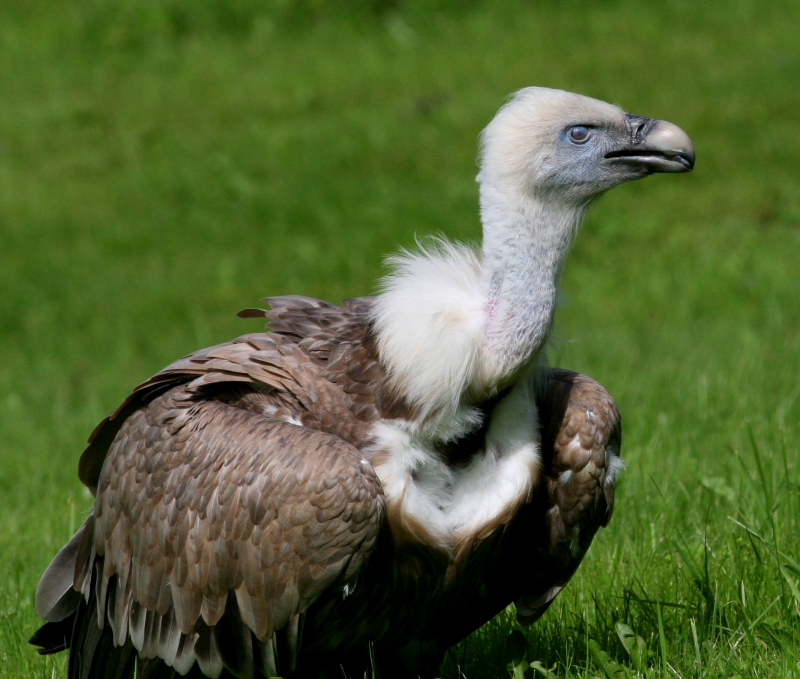
fakó keselyű (Gyps fulvus)
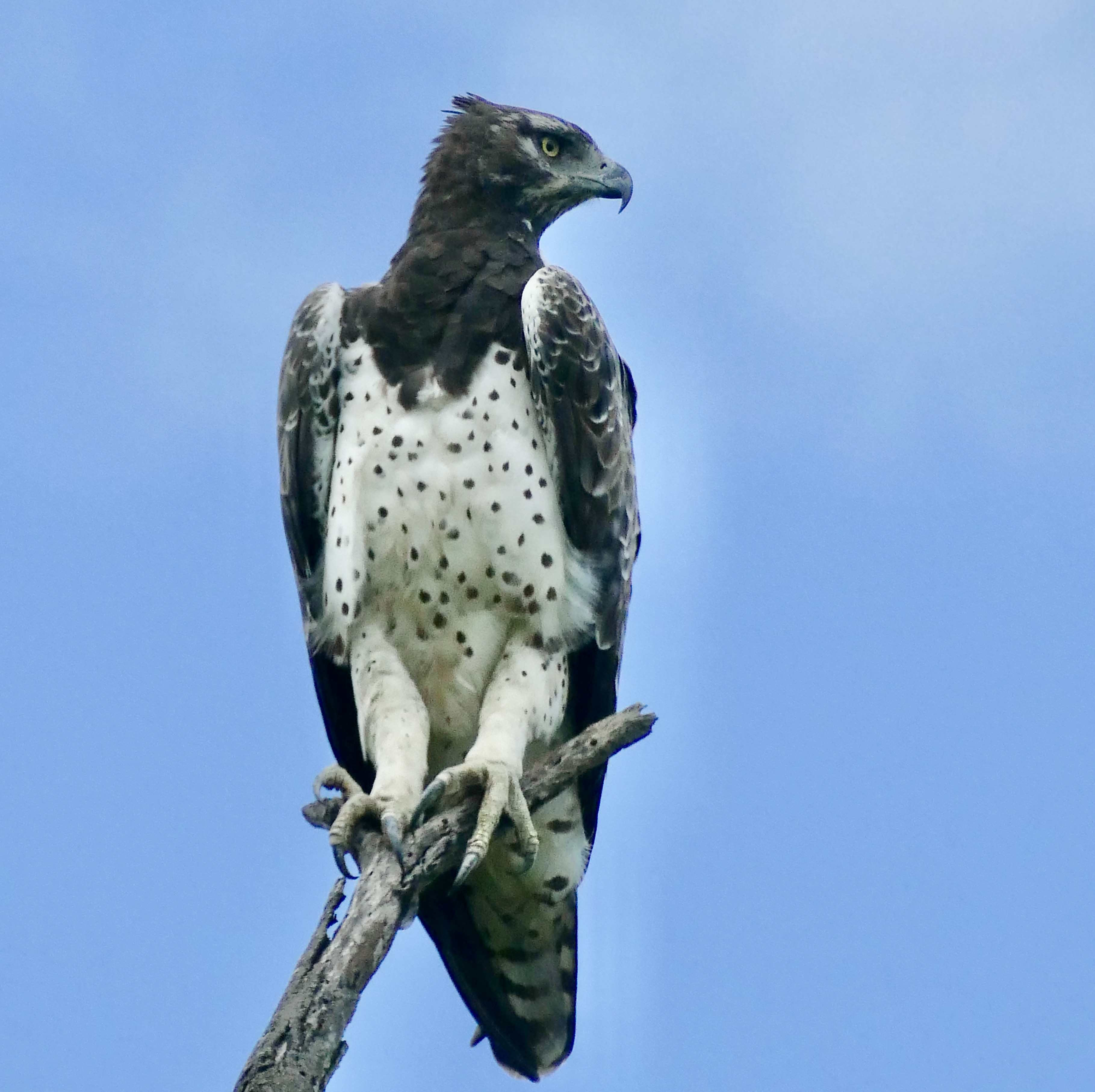
vitézsas (Polemaetus bellicosus)
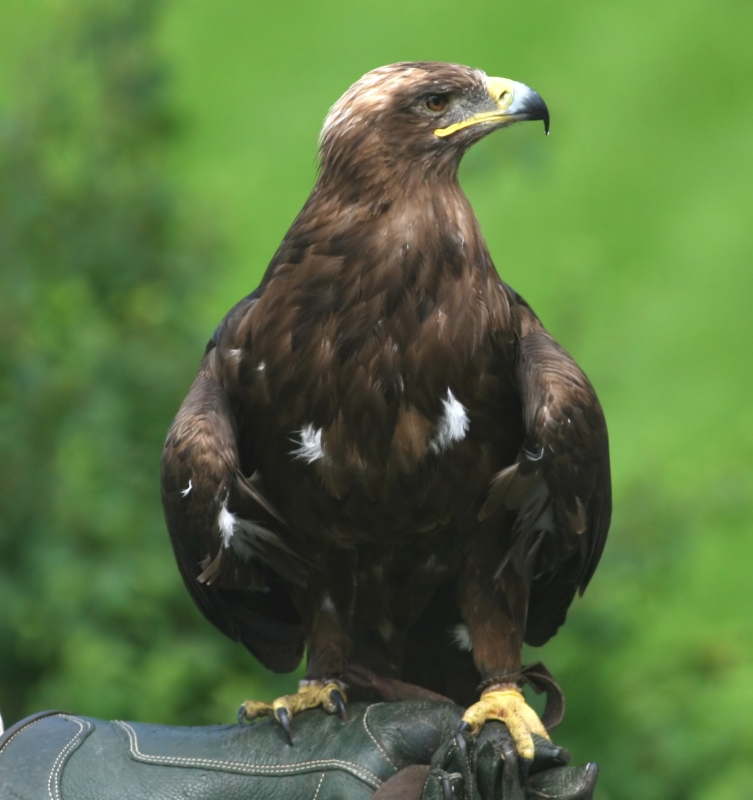
szirti sas (Aquila chrysaetos)
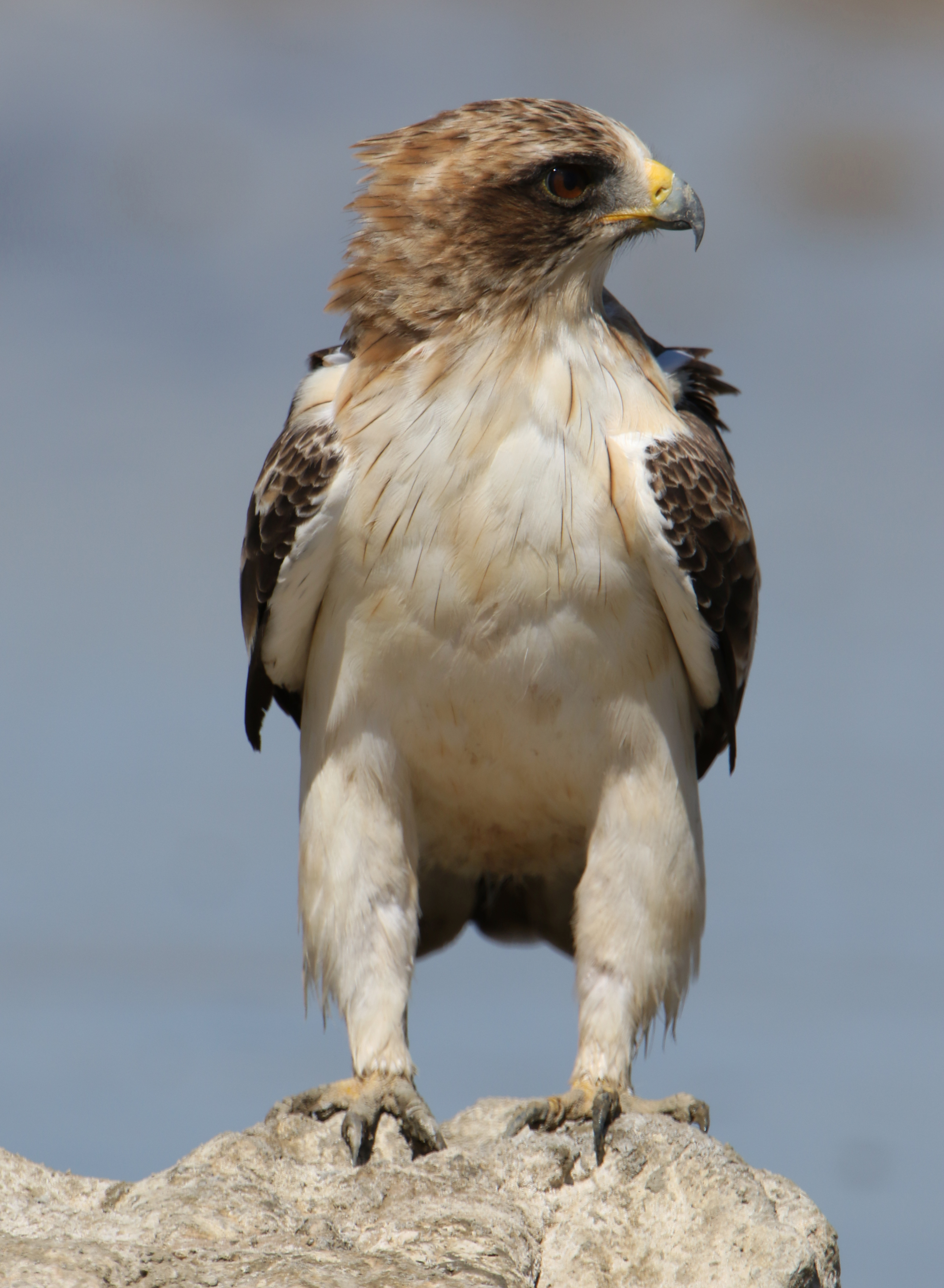
törpesas (Hieraaetus pennatus)
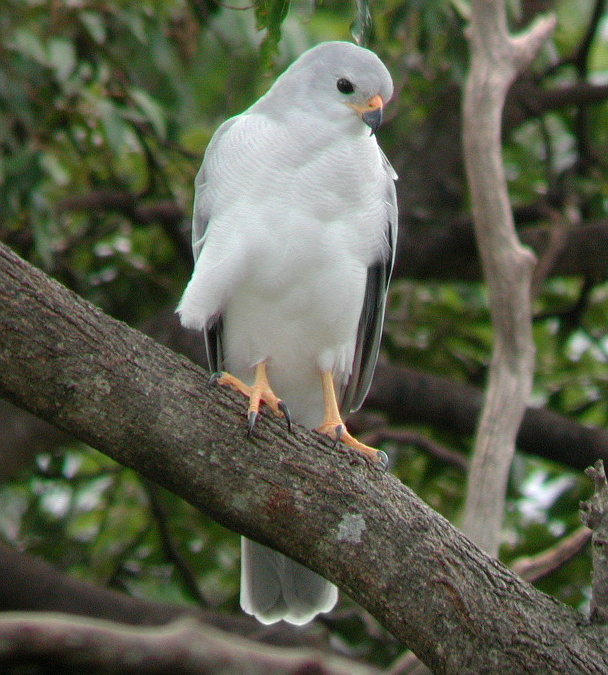
gyíkászhéja (Accipiter novaehollandiae)
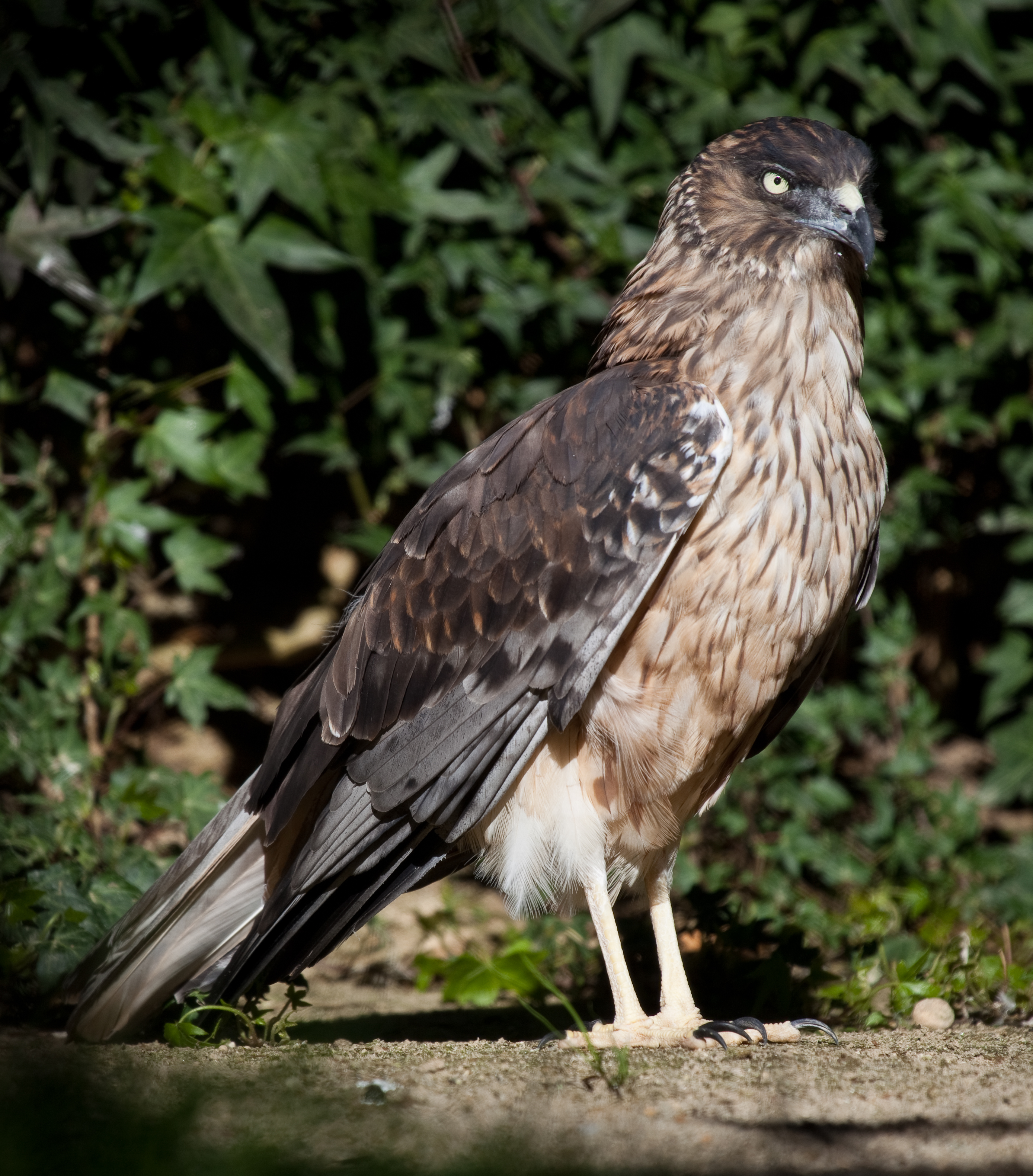
mocsári rétihéja (Circus approximans)
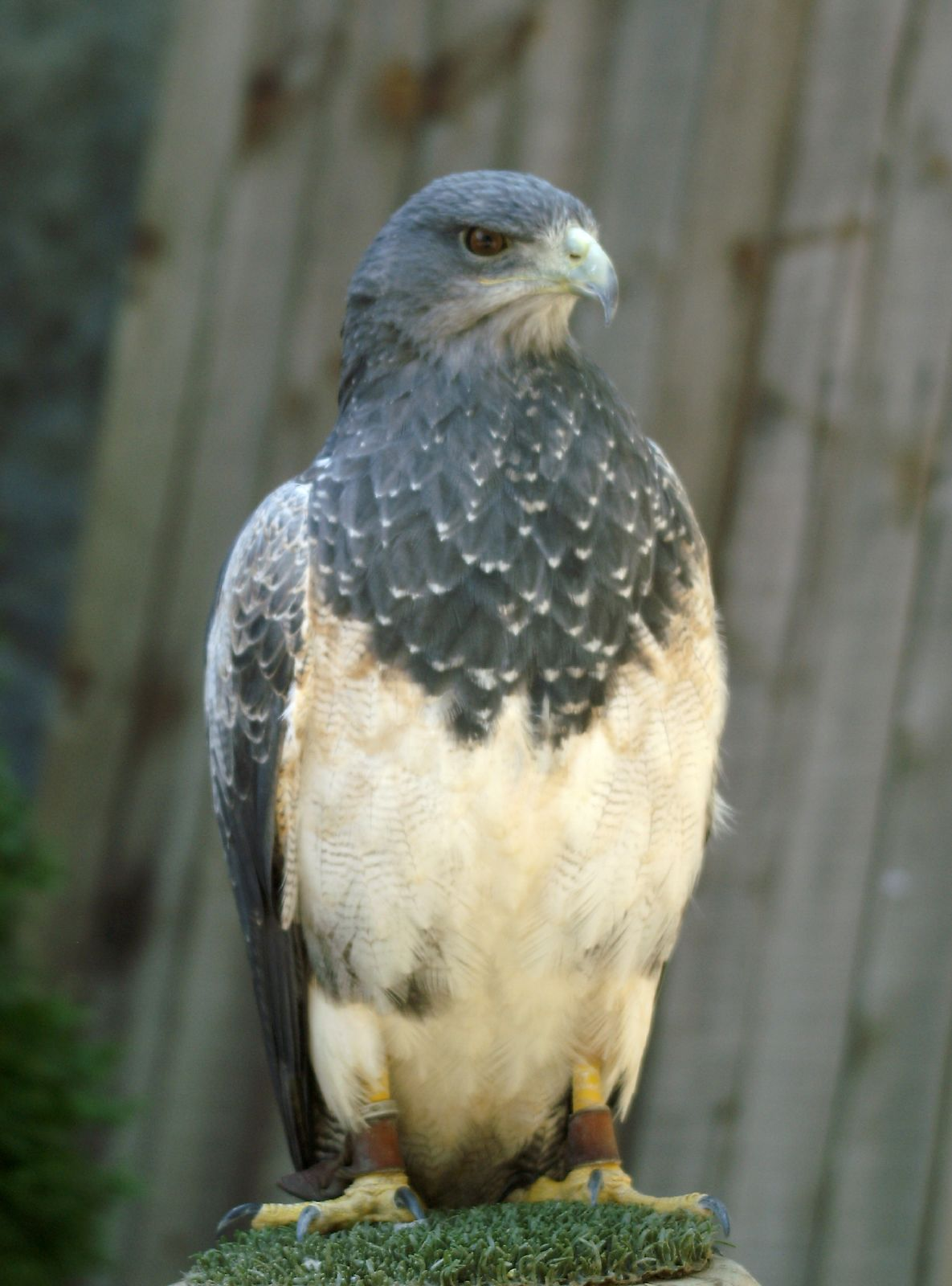
óriásölyv vagy aguaja (Geranoaetus melanoleucus)
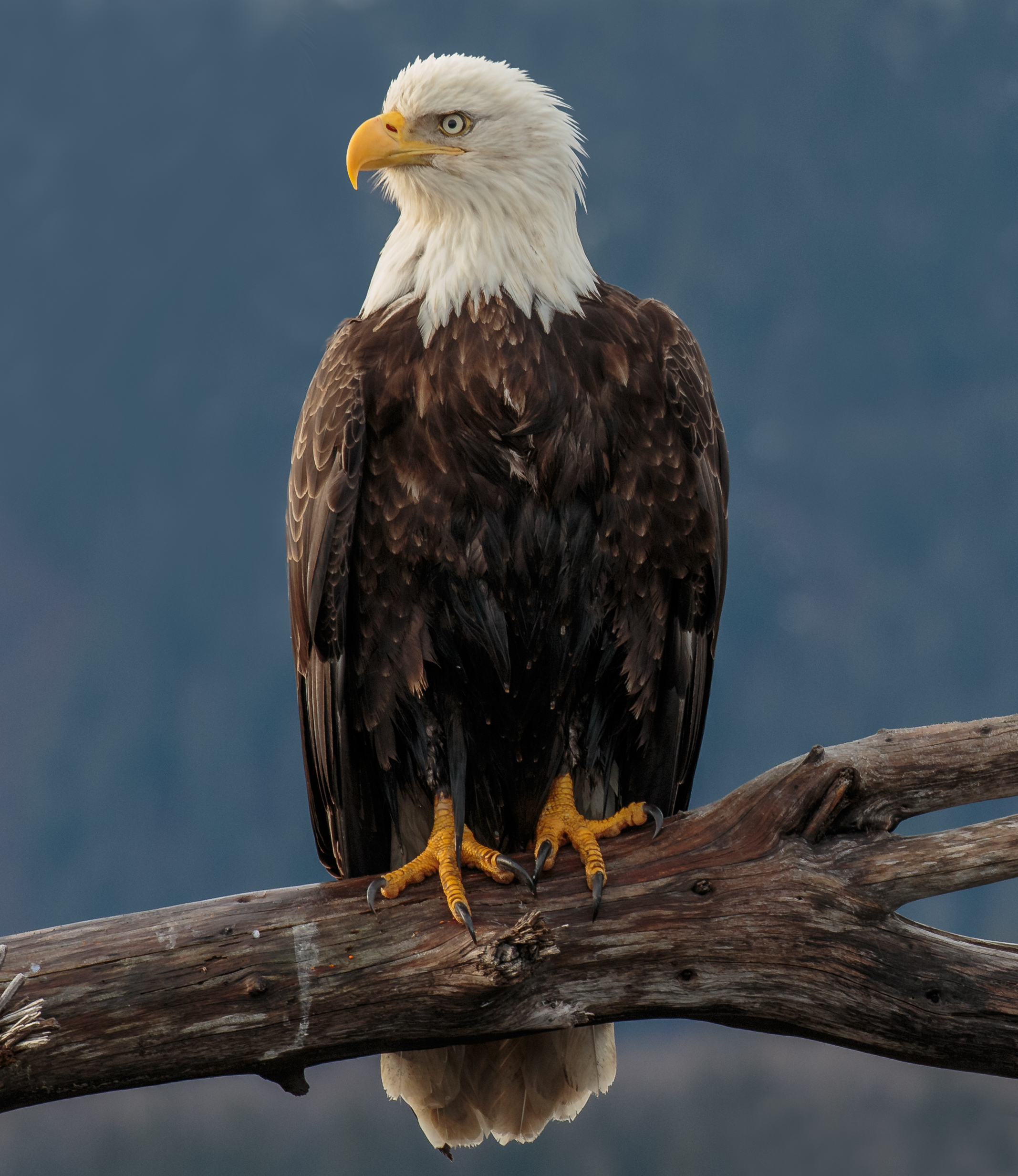
fehérfejű rétisas (Haliaeetus leucocephalus)
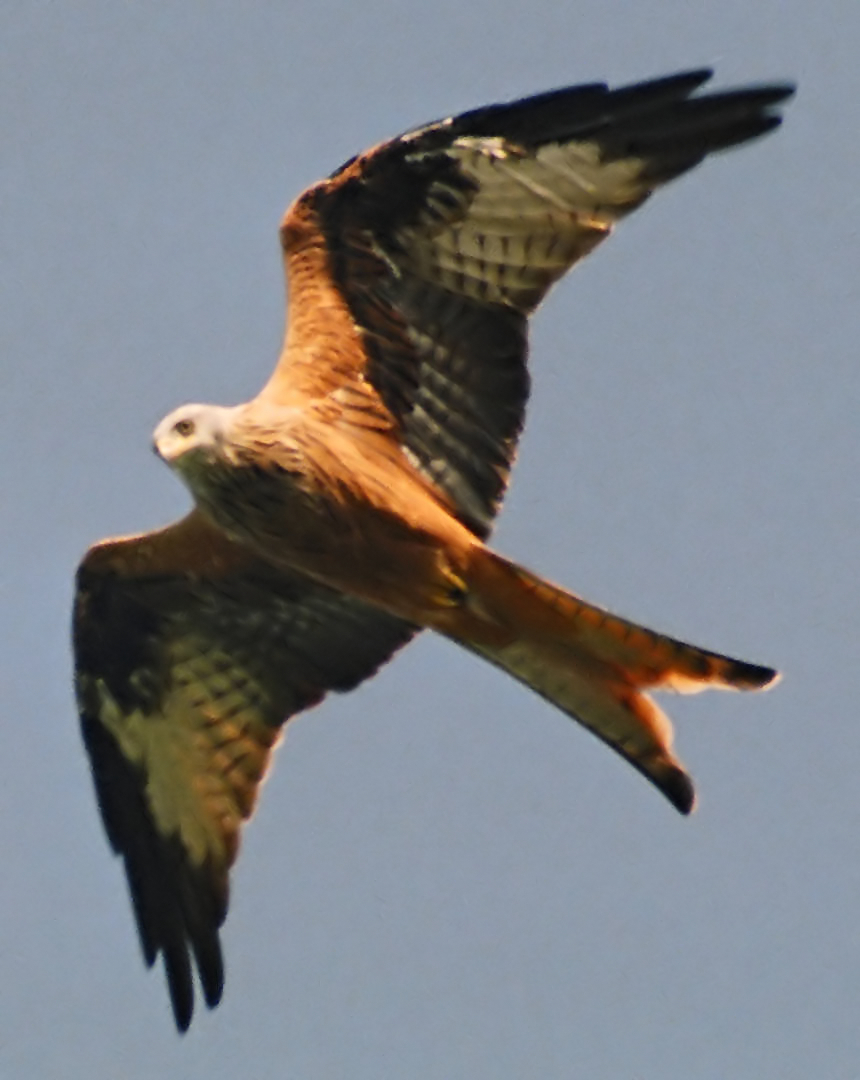
vörös kánya (Milvus milvus)
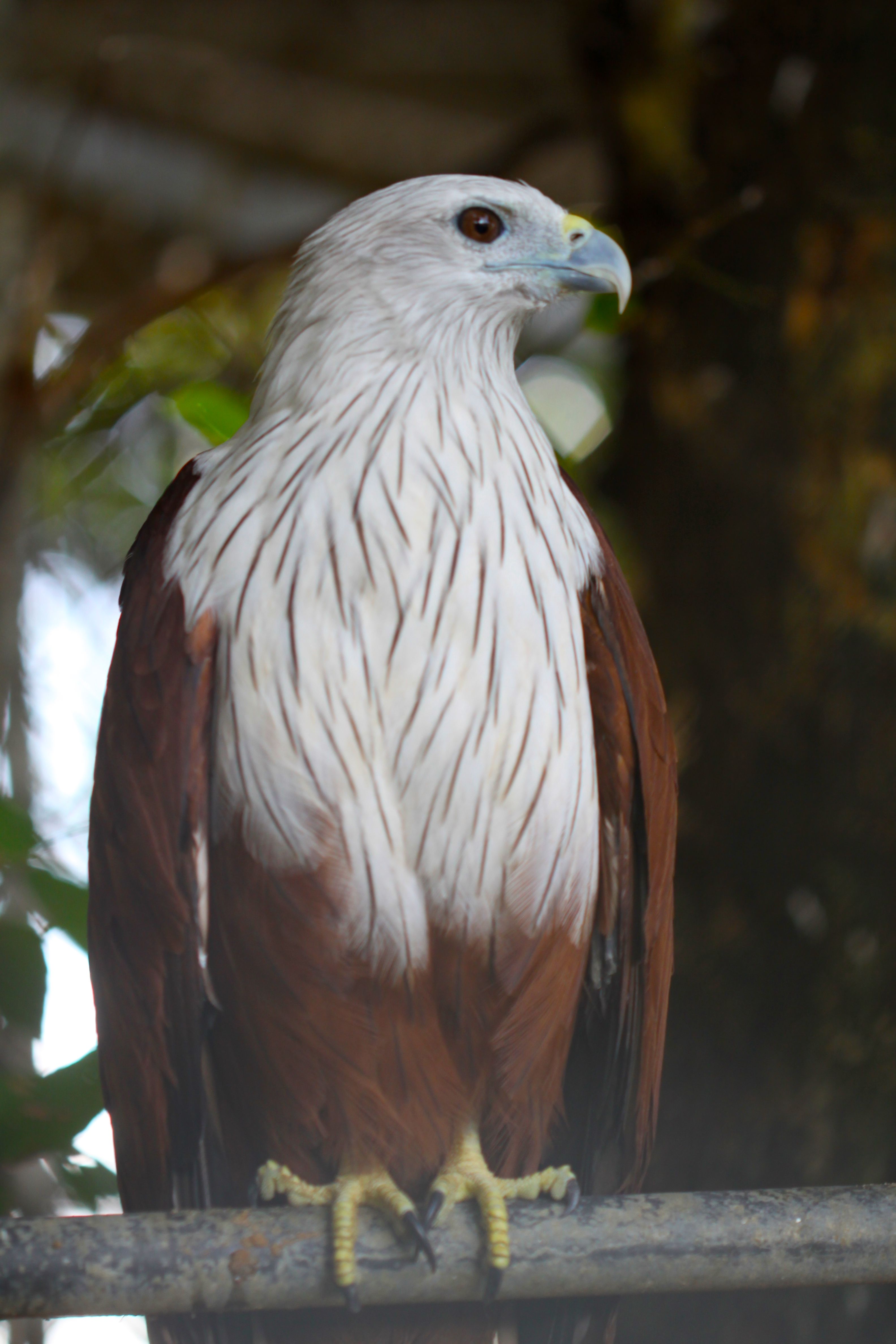
brahmin kánya (Haliastur indus)

### Fordítás
- Ez a szócikk részben vagy egészben  az   Accipitridae című angol Wikipédia-szócikk ezen változatának fordításán alapul.  Az eredeti cikk szerkesztőit annak laptörténete sorolja fel. Ez a jelzés csupán a megfogalmazás eredetét és a szerzői jogokat jelzi, nem szolgál a cikkben szereplő információk forrásmegjelöléseként.